# Variable Kätzcheneule

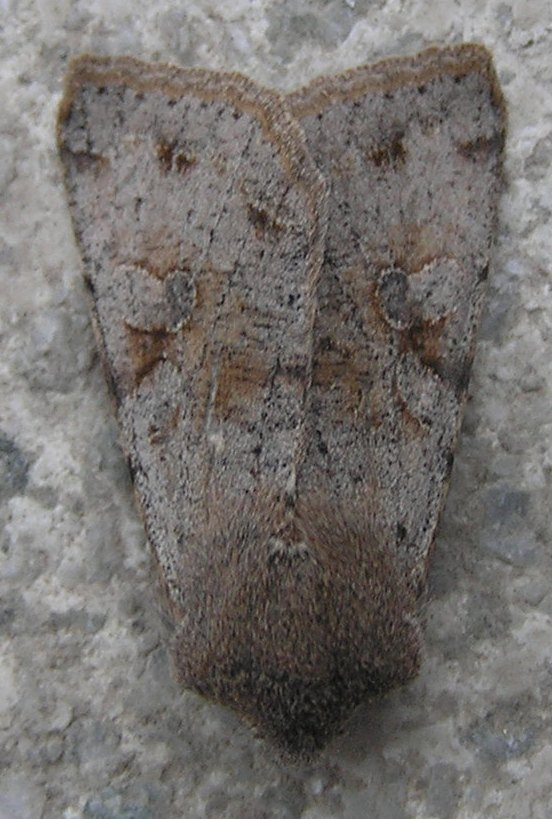
Graue Farbvariante der Variablen Kätzcheneule

Die Variable Kätzcheneule (Orthosia (Orthosia) incerta) oder Violettgraue Frühlingseule ist ein Schmetterling (Nachtfalter) aus der Familie der Eulenfalter (Noctuidae).

## Merkmale

### Falter
Wie schon der Name der Art andeutet, sind die mit einer Flügelspannweite von 31 bis 37 Millimetern mittelgroßen Falter bezüglich der Färbung außerordentlich variabel. Das Farbspektrum der Vorderflügel reicht von hellgrau, violettgrau, blaugrau, rötlichgrau, rotbraun bis zu schwarzbraun mit allen dazwischen liegenden Tönungen. Die Makel sind hell umrandet, die dunkle Wellenlinie meist unterbrochen. Der Mittelschatten hebt sich meist dunkel ab. Die äußeren Linien sind oftmals in dunkle Punkte aufgelöst. Zeichnungslos graubraun schimmern die Hinterflügel.

### Ei, Raupe

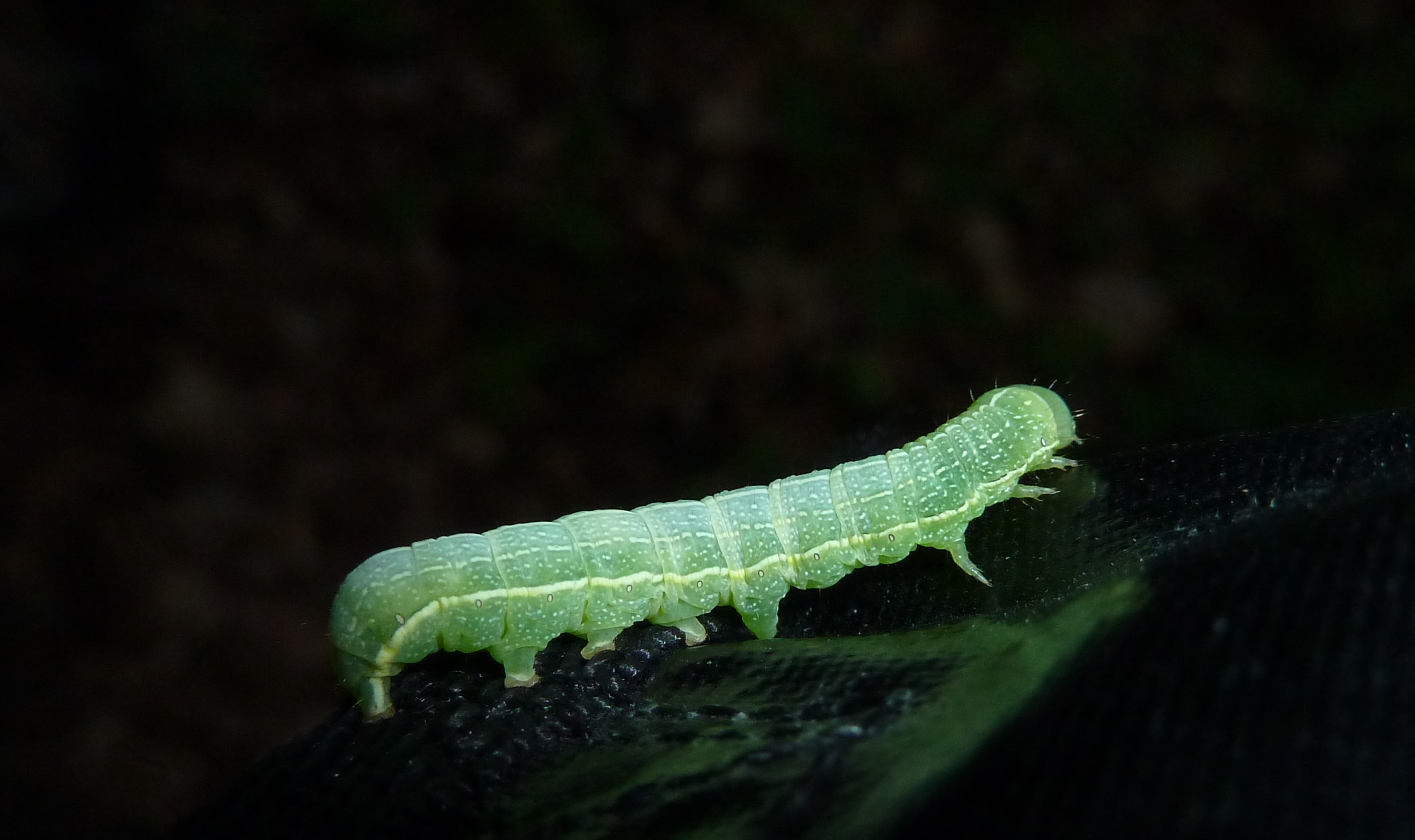
Raupe

Das halbkugelige Ei ist grau gefärbt und zeigt stark gewellte Rippen sowie einen dunklen Mittelfleck mit einer ebenso gefärbten Binde. Die Raupen haben eine grüne Farbe mit einer weißlichen Tröpfelung sowie gelbe Rücken- und Seitenlinien.

### Ähnliche Arten
Äußerlich nicht zu unterscheiden ist Orthosia incerta von der allopatrischen Schwesterart Orthosia manfredi, die jedoch nur im Atlas-Gebirge vorkommt. Zur zweifelsfreien Bestimmung ist eine Genitaluntersuchung erforderlich. Aufgrund der großen Farbvariabilität können auch Verwechslungen mit anderen Eulenfalterarten vorkommen.

## Geographische Verbreitung und Lebensraum
Das Vorkommen der Art erstreckt sich durch alle Länder Europas bis nach Ostasien einschließlich Japans. Sie fehlt lediglich ganz im Norden Fennoskandinaviens. In den Alpen kommt sie bis auf 2000 Meter Höhe vor. Die Variable Kätzcheneule ist in den verschiedensten Lebensräumen heimisch, beispielsweise in Laubwäldern, auf buschigen Wiesen sowie in Kulturlandschaften.

## Lebensweise
Die Falter sind dämmerungs- und nachtaktiv und besuchen künstliche Lichtquellen sowie Köder, bevorzugen zur Nahrungsaufnahme jedoch blühende Weidenkätzchen. Auch ihre sehr frühe Flugzeit verläuft weitestgehend parallel zur Weidenblüte (Salix) und umfasst dementsprechend überwiegend die Monate März bis Mai. Die Raupen leben im Mai und Juni. Sie ernähren sich von den Blättern verschiedenster Pflanzen, beispielsweise von Pappel- (Populus), Birken- (Betula), Weiden- (Salix) und Eichenarten (Quercus) sowie von Schlehdorn (Prunus spinosa) und anderen. Sie gelten außerdem als ausgesprochene Mordraupen. Die Art überwintert als Puppe.

## Gefährdung
Die Variable Kätzcheneule ist in Deutschland weit verbreitet und gebietsweise sehr häufig anzutreffen, weshalb sie gelegentlich auch als „Gemeine Laubwald-Frühlingseule“ bezeichnet wird. Auf der Roten Liste gefährdeter Arten ist sie dementsprechend als nicht gefährdet eingestuft.